# تسار

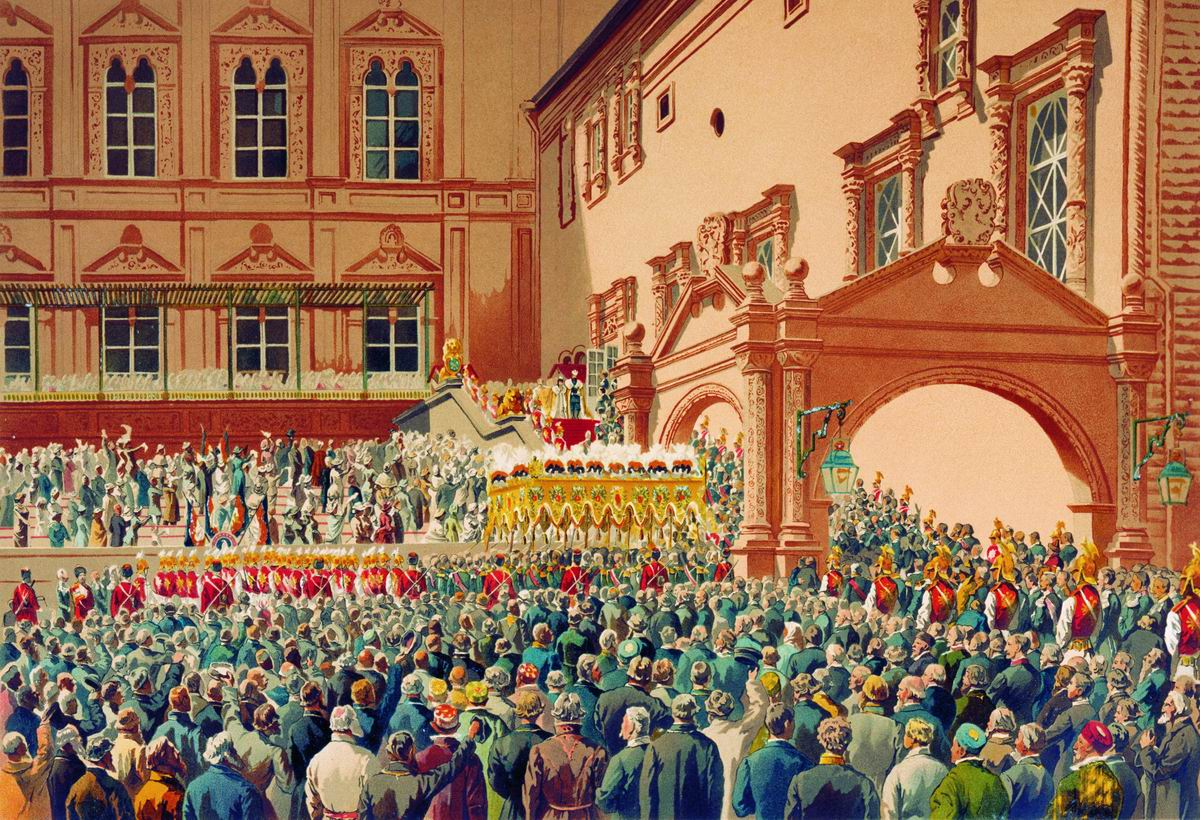
لوحة للتسار في الكرملين.

تسار (بالإنجليزية: Tsar)‏ (وإسمه باللغة السلافونية الكنسية القديمة ц︢рь) وهو لقب أوروبي كان يطلق على عاهل السلافي وقد كان يطلق على قيصر روسيا وقد كان يطلق أحياناً للبابا.